# Hậu cần quân sự
Hậu cần quân sự là các hoạt động quân sự nhằm bảo đảm vật chất, sinh hoạt, quân y, vận tải... cho lực lượng vũ trang hoạt động. Cụ thể các hoạt động này bao gồm:
- Thiết kế, bảo quản, tàng trữ, phân phối các trang thiết bị quân sự.
- Di chuyển, hộ tống, đưa quân nhân đi chữa trị.
- Cung cấp các dịch vụ quân sự.